# Selling My Soul
Albums de Masta Killa
Masta Killa Live
(2010)
Selling My Soul est le troisième album studio de Masta Killa, membre du Wu-Tang Clan, sorti le 11 décembre 2012.

## Liste des titres
| No  | Titre                       | Contient un (des) sample(s) de | Durée |
| --- | --------------------------- | --- | ----- |
| 1.  | Skit                        | | 0:49  |
| 2.  | Intro                       | Easy, Easy, Got to Take It Easy de Teddy Pendergrass Protect Ya Neck du Wu-Tang Clan Raw Hide d'Ol' Dirty Bastard featuring Raekwon et Method Man '97 Mentality de Cappadonna Cross My Heart de Killah Priest featuring GZA et Inspectah Deck Triumph du Wu-Tang Clan featuring Cappadonna Impossible du Wu-Tang Clan featuring Tekitha Mighty Healthy de Ghostface Killah | 1:41  |
| 3.  | Soul & Substance            | | 2:47  |
| 4.  | R U Listening               | Much Better Off de Smokey Robinson and The Miracles | 2:57  |
| 5.  | Things Just Ain't the Same  | | 3:19  |
| 6.  | Part 2 (featuring Kurupt)   | Easy, Easy, Got to Take It Easy de Teddy Pendergrass | 1:25  |
| 7.  | Cali Sun (featuring Kurupt) | Restoran Bolesne Braće de Bolesna Braca | 2:31  |
| 8.  | What U See                  | | 2:17  |
| 9.  | Food                        | The Only Time You Love Me Is When You're Losing Me des Originals | 3:23  |
| 10. | Skit                        | | 0:58  |
| 11. | All Natural                 | We've Only Just Begun de Grant Green (1971) | 2:38  |
| 12. | Wise Words                  | Be Alright de Zapp | 3:34  |
| 13. | Divine Glory                | Secret Lover de Blue Magic | 2:33  |
| 14. | Skit                        | | 0:26  |
| 15. | Dirty Soul                  | Hippa to Da Hoppa d'Ol' Dirty Bastard | 4:57  |
| 16. | Wisdom (Skit)               | | 2:53  |